# Olin Howland
Olin Howland est un acteur américain, né le 10 février 1886 à Denver (Colorado), mort le 20 septembre 1959 à Los Angeles — Quartier d'Hollywood (Californie).
Il est souvent crédité sous le pseudonyme d’Olin Howlin.

## Biographie
Initialement acteur de théâtre, Olin Howland joue notamment à Broadway (New York) entre 1909 et 1928, principalement dans des comédies musicales (les deux premières comme choriste), ainsi que dans une opérette (The Beggar Student en 1913, sur une musique de Carl Millöcker), un mélodrame musical et enfin un drame musical.
Au cinéma, il apparaît d'abord dans onze films muets de 1918 à 1925 ; les huit premiers sont des courts métrages, dont Danse macabre en 1922, d'après le poème symphonique du même titre de Camille Saint-Saëns, avec Adolph Bolm (également chorégraphe) et Ruth Page ; son avant-dernier film muet est Janice Meredith d'E. Mason Hopper (1924, avec Marion Davies dans le rôle-titre).
Après le passage au parlant, Olin Howland contribue à cent-quatre-vingt-huit films américains (comme second rôle de caractère ou dans des petits rôles non crédités) ; le premier est Over the Hill d'Henry King (avec Mae Marsh et James Dunn), sorti en 1931 ; le dernier est Danger planétaire (avec Steve McQueen), sorti en 1958. Dans l'intervalle, mentionnons L'Île au trésor de Victor Fleming (1934, avec Wallace Beery et Jackie Cooper), Tueur à gages de Frank Tuttle (1942, avec Veronica Lake et Alan Ladd), ou encore le western L'Ange et le Mauvais Garçon de James Edward Grant (1947, avec John Wayne et Gail Russell).
Fait particulier, il tient le même rôle (non crédité) de l'instituteur M. Davis, dans Les Quatre Filles du docteur March de George Cukor (1933, avec Katharine Hepburn), puis dans le remake du même titre de Mervyn LeRoy (1949, avec June Allison).
À la télévision, il collabore à treize séries entre 1952 et 1959 (année de sa mort), dont cinq épisodes — diffusés en 1958 et 1959 — de la sitcom The Real McCoys (en).

## Théâtre (à Broadway)
(comédies musicales, sauf mention contraire)
- 1909-1910 : The Girl and the Wizard, musique de Julian Edwards, lyrics de Robert B. Smith et Edward Madden, livret de J. Hartley Manners
- 1911 : The Balkan Princess, musique de Paul A. Rubens, lyrics de Paul A. Rubens et Arthur Wimperis, livret de Frederick Lonsdale (d'après sa pièce) et Frank Curzon, avec Alice Brady, Robert Warwick
- 1913 : Der Bettelstudent (The Beggar Student), opérette, musique de Carl Millöcker, livret original de Richard Genée et F. Zell, d'après Les Noces de Fernande de Victorien Sardou
- 1913 : All Aboard, musique d'E. Ray Goetz et Malvin M. Franklin, lyrics d'E. Ray Goetz, livret de Mark Swan
- 1917-1918 : Leave It to Jane, musique de Jerome Kern, lyrics de Pelham Grenville Wodehouse, livret de Guy Bolton et Pelham Grenville Wodehouse
- 1919 : She's a Good Fellow, musique de Jerome Kern, lyrics et livret d'Anne Caldwell
- 1919-1920 : Linger Longer Letty, musique d'Alfred Goodman, lyrics de Bernard Grosman, livret d'Anne Nichols, avec Charlotte Greenwood
- 1921 : Two Little Girls in Blue, musique de Paul Lannin et Vincent Youmans, lyrics d'Arthur Francis, livret de Fred Jackson, avec Madeline et Marion Fairbanks, Etienne Girardot
- 1922 : Just Because, musique de Madelyne Sheppard, lyrics d'Helen S. Woodruff, livret d'Anna Wynne O'Ryan et Helen S. Woodruff, avec Queenie Smith, Charles Trowbridge
- 1922-1923 : Our Nell, mélodrame musical, musique de George Gershwin et William Daly, lyrics et livret d'A. E. Thomas et Brian Hooker
- 1923-1924 : Wildflower, musique d'Herbert Stothart et Vincent Youmans, lyrics et livret d'Otto Harbach et Oscar Hammerstein II, orchestrations de Robert Russell Bennett, costumes de Charles Le Maire
- 1927-1928 : Golden Dawn, drame musical, musique d'Emmerich Kálmán et Herbert Stothart, lyrics et livret d'Otto Harbach et Oscar Hammerstein II

## Filmographie partielle
(au cinéma)
- 1918 : Tell That to the Marines de Saul Harrison (court métrage)
- 1922 : Danse macabre de Dudley Murphy (court métrage)
- 1924 : Janice Meredith d'E. Mason Hopper
- 1925 : L'Amazone (Zander the Great) de George W. Hill
- 1931 : Maman (Over the Hill) de Henry King
- 1932 : Mon grand (So Big !) de William A. Wellman
- 1933 : Les Quatre Filles du docteur March (Little Women) de George Cukor
- 1933 : Blondie Johnson de Ray Enright
- 1934 : L'Île au trésor (Treasure Island) de Victor Fleming
- 1934 : La Métisse (Behold My Wife) de Mitchell Leisen
- 1935 : The Case of the Curious Bride de Michael Curtiz
- 1935 : Rivaux (Under Pressure) de Raoul Walsh
- 1935 : The Case of the Lucky Legs d'Archie Mayo
- 1935 : La Veuve de Monte-Carlo (The Widow from Monte Carlo) d'Arthur Greville Collins
- 1936 : Satan Met a Lady de William Dieterle
- 1936 : En parade (Gold Diggers of 1937) de Lloyd Bacon :
- 1936 : The Case of the Velvet Claws de William Clemens
- 1937 : Men in Exile de John Farrow
- 1937 : La Joyeuse Suicidée (Nothing Sacred) de William A. Wellman
- 1937 : Jeux de dames (Wife, Doctor and Nurse) de Walter Lang
- 1937 : Une étoile est née (A Star is born) de William A. Wellman
- 1938 : Monsieur Moto sur le ring (Mr. Moto's Gamble) de James Tinling
- 1938 : Madame et son clochard (Merrily we live) de Norman Z. McLeod
- 1938 : La Belle Cabaretière (The Girl of the Golden West) de Robert Z. Leonard
- 1938 : Les Aventures de Tom Sawyer (The Adventures of Tom Sawyer) de Norman Taurog
- 1938 : Les Pirates du micro (Kentucky Moonshine) de David Butler
- 1938 : Swing Your Lady de Ray Enright
- 1938 : Les Cadets de Virginie (Brother Rat) de William Keighley
- 1938 : Miss Manton est folle (The Mad Miss Manton) de Leigh Jason
- 1938 : When Were You Born de William C. McGann
- 1938 : Amants (Sweethearts) de W. S. Van Dyke
- 1939 : Nancy Drew... Reporter de William Clemens
- 1939 : Deux Bons Copains (Zenobia) de Gordon Douglas
- 1939 : Autant en emporte le vent (Gone with the Wind) de Victor Fleming, George Cukor et Sam Wood
- 1939 : Le Lien sacré (Made for Each Other) de John Cromwell
- 1939 : Le Retour du docteur X (The Return of Doctor X) de Vincent Sherman
- 1940 : La Roulotte rouge ou La Belle Écuyère (Chad Hanna) d'Henry King
- 1941 : La Reine des rebelles (Belle Starr ou Belle Starr, the Bandit Queen) d'Irving Cummings
- 1941 : La Femme aux deux visages (Two-Faced Woman) de George Cukor
- 1941 : Le Retour du proscrit (The Shepherd of the Hills) d'Henry Hathaway
- 1942 : Tueur à gages (This Gun for Hire) de Frank Tuttle
- 1942 : Secrets of the Underground de William Morgan
- 1942 : The Man Who Wouldn't Die d'Herbert I. Leeds
- 1943 : Dixie d'A. Edward Sutherland
- 1943 : A Stranger in Town de Roy Rowland
- 1943 : The Good Fellows de Jo Graham
- 1943 : La Vie aventureuse de Jack London (Jack London) d'Alfred Santell
- 1943 : Les Cuistots de Sa Majesté (Nothing but Trouble) de Sam Taylor
- 1944 : Caravane d'amour (Can't Help Singing) de Frank Ryan
- 1945 : La Femme du pionnier (Dakota) de Joseph Kane
- 1945 : Capitaine Eddie (Captain Eddie) de Lloyd Bacon
- 1945 : Crime passionnel (Fallen Angel) d'Otto Preminger
- 1946 : L'Emprise du crime (The Strange Love of Martha Ivers) de Lewis Milestone
- 1947 : L'Ange et le Mauvais Garçon (Angel and the Badman) de James Edward Grant
- 1947 : Deux Nigauds et leur veuve (The Wistful Widow of Wagon Gap), de Charles Barton

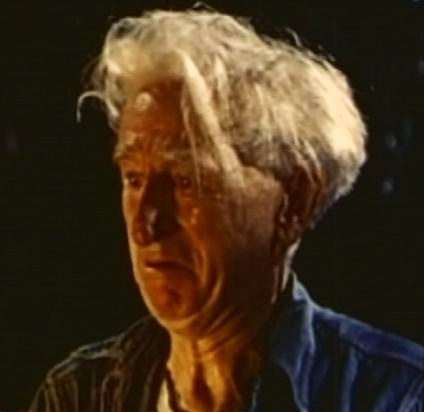
Dans Danger planétaire (1958)

- 1948 : La Cité de la peur (Station West) de Sidney Lanfield
- 1948 : L'Homme aux abois (I Walk Alone) de Byron Haskin
- 1948 : Visage pâle (The Paleface) de Norman Z. McLeod
- 1949 : Les Quatre Filles du docteur March (Little Women) de Mervyn LeRoy
- 1949 : Un Yankee à la cour du roi Arthur (A Connecticut Yankee in King Arthur's Court) de Tay Garnett
- 1950 : Le Petit Train du Far West (A Ticket to Tomahawk) de Richard Sale
- 1951 : La Bagarre de Santa Fe (Santa Fe) d'Irving Pichel
- 1954 : Des monstres attaquent la ville (Them !) de Gordon Douglas
- 1954 : Une étoile est née (A Star is born) de George Cukor
- 1955 : Le Tigre du ciel (The McConnell Story) de Gordon Douglas
- 1957 : L'Odyssée de Charles Lindbergh (The Spirit of St. Louis) de Billy Wilder
- 1957 : Bombardier B-52 (Bombers B-52) de Gordon Douglas
- 1958 : Danger planétaire (The Blob) d'Irvin S. Yeaworth Jr. (en)